# Les Gothiques 3 : L'Aurore des frimeurs
Les Gothiques 3 : L'Aurore des frimeurs (Goth Kids 3: Dawn of the Posers en VO) est le quatrième épisode de la dix-septième saison de la série télévisée d'animation américaine South Park et le 241e épisode de la série globale.

## Synopsis
Henrietta, la fille du groupe d'enfants gothiques de l'école de South Park, est envoyée par ses parents dans un camp de vacances pour enfants perturbés. Là-bas, elle est enfermée dans une pièce isolée en compagnie d'une plante en pot qui frémit seule en sa présence.
Deux semaines après, elle revient changée en emo. Ses amis pensent alors que le camp fait partie d'une vaste conspiration pour faire des vrais gothiques de simples emos conformistes. Michael, le leader informel des gothiques, est à son tour envoyé dans le camp. Pete et Firkle vont alors chercher l'aide des élèves vampires, en leur faisant comprendre qu'ils seront les suivants sur la liste. Ensemble, ils invoquent l'esprit de leur maître à tous, Edgar Allan Poe, qui de son côté pensent que tous ne sont que des gamins immatures. Il accepte cependant de les aider.
Au camp, Micheal se retrouve dans une serre pleine de plantes en pot. Harold Flanagan, le vieux jardinier du camp, déclare être au service de ces plantes, qu'il présente comme des graines d'emos attendant un corps à investir. Les gothiques et les vampires arrivent sur place, mais Frikle s'avère être un emo infiltré, capturant ses amis et les attachant aux côtés de Michael. Edgar Allan Poe intervient mais constate rapidement que les plantes sont des figuiers tout à fait ordinaires, dans des pots vibrants. Une équipe de télévision surgit alors et révèlent au jardinier qu'il a été piégé par sa femme dans le cadre de Oui, j'ai peur !, une émission de canulars. Michael n'était au courant de rien, et Frikle se rend compte qu'il est devenu un traître emo pour rien.
Michael et Pete retournent voir Henrietta, qui s'attendait à les voir revenir changés en emo. Ils lui apprennent la vérité, et la jeune fille se sent profondément humiliée. Pour la faire se sentir mieux, Pete revient sur ce qu'il a dit et lui fait croire qu'ils ont en fait vaincu les plantes emo et leur roi. En entendant ça, Henrietta fait comme si sa transformation en emo s'annulait, et reprend sa nature de gothique.